# Domenico Giulini
Domenico J. W. Giulini (* 1959 in Heidelberg) ist ein deutscher theoretischer Physiker.
Giulini ist der Sohn von Udo Giulini und Enkel von Carl von Campe. Er studierte ab 1981 Mathematik und Physik an der Ruprecht-Karls-Universität Heidelberg bis zum Vordiplom in Physik (1983) und Mathematik (1984). Danach wechselte er an die University of Cambridge, an der er 1985 Teil 3 der Tripos-Prüfungen (Certificate of Advanced Studies in Mathematics 1985) mit Auszeichnung bestand, den Hocking Prize und Hughes Prize des St. John’s College verliehen bekam und als Benefactors Student des St. John’s Colleges sein Studium am Department of Applied Mathematics and Theoretical Physics als Doktorand von Gary Gibbons fortsetzte. 1990 promoviert er dort mit einer Arbeit zum Thema 3-Manifolds in Canonical Quantum Gravity. 1987/88 war er an der École normale supérieure (Paris) und am Observatorium in Meudon und 1988 wieder in Cambridge. 1990 wurde er wissenschaftlicher Assistent an der Albert-Ludwigs-Universität Freiburg, an der er sich 1996 bei Klaus Pohlmeyer habilitierte. Von 1997 bis 2000 war er an der Universität Zürich (bei Norbert Straumann), von 2001 bis 2002 wieder an der Universität Freiburg, 2002/03 an der Universität Karlsruhe, von 2003 bis 2007 an der Universität Freiburg (an der er außerplanmäßiger Professor war) und 2007 bis 2009 am Max-Planck-Institut für Gravitationsphysik in Golm bei Potsdam. Er ist seit 2009 Professor an der Leibniz-Universität Hannover. Außerdem ist er am Zentrum für angewandte Raumfahrttechnologie und Mikrogravitation (ZARM) der Universität Bremen.
Er befasst sich als mathematischer und theoretischer Physiker mit Grundlagen der Quantenmechanik (Dekohärenz), allgemeiner und spezieller Relativitätstheorie sowie verschiedenen relativistischen Feldtheorien und deren differentialgeometrische und topologische Eigenschaften (u. a. Anfangswertproblem, exakte Lösungen, asymptotische Symmetrien, Problem der kosmologischen Konstante) und mit Quantengravitation bzw. Ankopplung quantenmechanischer Systeme an das klassische Gravitationsfeld (vollständige Post-Newtonsche Näherung). Dabei befasst er sich auch mit konzeptuellen Problemen und möglichen Tests von Quantengravitation und Auswirkung der globalen kosmologischen Expansion auf die lokale Dynamik im Sonnensystem.
Von 2014 bis 2021 war er Vorsitzender des Fachverbands „Gravitation und Relativitätstheorie“ der Deutschen Physikalischen Gesellschaft und 2016 bis 2018 Sprecher von deren Sektion „Materie und Kosmos“ (SMuK).

## Schriften
- mit Erich Joos, Claus Kiefer, Joachim Kupsch, Ion-Olimpu Stamatescu, H. Dieter Zeh (Hrsg.): Decoherence and the Appearance of a Classical World in Quantum Theory, Springer 1996
  - Darin von Giulini: Superselection Rules and Symmetries, S. 187–222
- mit Erich Joos, Claus Kiefer, Philippe Blanchard, Ion-Olimpu Stamatescu (Hrsg.): Decoherence: Theoretical, Experimental, and Conceptual Problems, Proceeding of a Workshop Held at Bielefeld, Germany, 10–14 November 1998, Lecture Notes in Physics 538, Springer 2000
- mit Norbert Straumann: The mystery of cosmological vacuum energy density and the accelerated expansion of the universe, Arxiv 2000
- Herausgeber und Kommentar: Wolfgang Pauli: Relativitätstheorie. Springer Verlag 2000
- Close encounters of black holes, in: Heino Falcke, Friedrich W. Hehl (Hrsg.): The Galactic Black Hole; IOP Publishing, Bristol, 2003, S. 178–206, Arxiv
- Das Problem der Trägheit, Max-Planck-Institut für Wissenschaftsgeschichte, Preprint 190, 2001, Online, DDB
- Spezielle Relativitätstheorie, Fischer Verlag 2004
  - Englischer erweiterte Übersetzung: The special theory of relativity: a first encounter. 100 years since Einstein, Oxford University Press, 2005
- mit Claus Kiefer, Claus Lämmerzahl (Hrsg.): Quantum Gravity. From Theory to Experimental Search, Lecture Notes in Physics 632, Springer 2003 (26. Heraeus Seminar, Bad Honnef 2002)
  - Darin von Giulini: That strange procedure called quantization
- mit J. Frauendiener, V. Perlick (Hrsg.): Analytical and Numerical Approaches to Mathematical Relativity, Lecture Notes in Physics 692, Springer 2006
- mit Claus Kiefer: Gravitationswellen: Einblicke in Theorie, Vorhersage und Entdeckung, Springer Spektrum 2017
- mit Erhard Scholz, Klaus Volkert (Hrsg. und Kommentatoren): Hermann Weyl: Symmetrie, Springer 2017
- mit Felix Finster, Johannes Kleiner, Jürgen Tolksdorf (Hrsg.): Progress and Visions in Quantum Theory in View of Gravity, Birkhäuser 2020